# 京本有加
京本 有加（きょうもと ゆか、1986年4月6日 - ）は、日本の元タレント、元グラビアアイドル。新潟県出身。

## プロフィール
- イラストが得意で、ブログ「中野腐女シスターズの腐ログ!」内で、4コマ漫画『腐女魔道師きょもと銀次物語』と『ヲ探偵・真田長太郎』を連載している（「腐ログ!」での漫画執筆時のペンネームはクリスチーネ京本・通称クリ京先生）。犬のキャラクター「ワンチョビレ」や、「腐女らNightLIVE」の会場で販売するグッズのイラストも描いている。実姉は漫画家の松永冴。
- 2006年9月から、中野風女シスターズメンバーとしても活動を展開している。ユニット内でのイメージカラーは緑。
- 2006年10月、ルドイア☆星惑三第（日本テレビ）の番組内の「超銀河系アイドル」の「金星アイドル」オーディションに合格し、以降同番組の企画においては、金星りり（きんぼしりり）の名前で活動した。
- はなわレコード“中野風女シスターズ”（ShowTime，GyaO）の「腐ぞろいの林檎たち外伝―中野腐男子学園 風男塾物語」では、男装して「緑川狂平」を演じる。
- 2007年12月、『ZAKZAK』（夕刊フジ、産業経済新聞社）のアイドル企画ZAK THE QUEENで2007年度準グランプリを受賞。
- 2010年9月10日、森下悠里、杉原杏璃と共に新宿ステーションスクエアで"公開入浴"を行った[2]。
- 2015年7月31日、所属していた事務所（シャイニングウィル）を辞め、フリーとなることをブログで報告した[3]。
- 2016年4月6日を持って風男塾を卒業した[4]。
- 2016年7月4日、自身のブログで結婚を報告した[4]。相手の男性の詳細については明かしていない[5]。
- 2017年1月30日、自身のブログで同年4月いっぱいで芸能活動を休止することを発表した[4]。「最後の重大なご報告」としているため、事実上の芸能界引退となる[6]。
- 2017年4月30日、芸能界を引退した。公式Twitterはアカウントが閉鎖された後、2017年9月11日にLINEアカウントも閉鎖された。

 中野風女シスターズ、風男塾の「緑川狂平」としての出演／作品は、「中野風女シスターズ」の項を参照のこと。

## ユニット
- 中野風女シスターズ
- 風男塾
  - 緑川 狂平（みどりかわ きょうへい）

## 出演

### テレビ
- ウケウリ!!（日本テレビ） - 「Denny's ハンバーグハンターズ」企画に2010年7月23日から出演

【以下、放送終了】
- 情報発信塾 アイドル☆レボリューション（2005年8月 - 、テレビ神奈川）
- いいなり宣言!メイドおさわがせします。 （#1 - #12、#24）（2005年10月 - 2006年3月・9月、MONDO21）
- ミュージックアイドルバトル（2005年12月 - 2007年4月、Music Japan TV）
- ルドイア☆星惑三第（2006年10月 - 2007年9月、日本テレビ）
- 仮面ライダー電王第40話（2007年11月11日、テレビ朝日） - 道端の占い師役
- ブルブルアンタッチャブル（2007年12月14日、朝日放送） - ゲスト
- ありえへん∞世界（2008年10月7日、テレビ東京） - 「ありえへんアイドルランキング」 - VTR出演
- 勝利の女神〜3rdSTAGE〜（#15 - #51）（2008年1月 - 9月、チバテレビ）

1ヶ月後から再放送（エンタ!371）
- オビラジR（2008年4月 - 7月、TBSテレビ） - オビ得ガール
- 熱血!平成教育学院（2009年8月16日、フジテレビ） - 緑川狂平として
- よゐこ部（2009年12月8日、毎日放送）
- 女優力（2010年1月9日 - 3月、日本テレビ）
- 踊る!さんま御殿!!（2010年5月25日、日本テレビ）
- 不可思議探偵団（2010年7月19日、日本テレビ）
- Shibuya Deep A（2011年5月14日、6月11日、10月15日　他多数、NHK総合）
- 緊急検証!未確認生物の飼い方 〜前略・ご主人様 UMA（ぼく）はここにいるよ〜（2014年5月10日、ファミリー劇場）

### ラジオ
- ライブハウス・R-1（NHKラジオ第1放送） - アシスタント

### 映画
- イケてる2人（2009年）- ヒロイン・小泉明 役

### オリジナルビデオ
- あなたの知らない怖い話 封印解禁スペシャル（2012年） - 「紫の鏡」主演

### インターネット
- はなわレコード“中野腐女子シスターズ”（2006年9月 - 2010年6月25日、ShowTime/GyaO） - 月2回金曜日更新
- 中野腐女子シスターズの腐ジョッキー（2007年1月 - 2009年8月、GyaOジョッキー） - 毎週金曜日23時ごろ - 25時ごろ（祝日を除く）
- 告っちゃ!（2007年8月31日・2009年6月30日、GyaOジョッキー）
- 京本有加のニコジョッキー（2011年10月25日 - 、ニコジョッキー）

### 携帯サイト
- アイドルがイッパイ （アイパイ）

### DVD
- 暴虐の薔薇 優希 -YUKI-（2005年9月9日、ZENピクチャーズ、DVD:ZARD-07/VHS:ZARV-07） - 津和恵美 役
- 毎日がスロ曜日（製作：トルネード・フィルム、発売：リバプール） - 真菜 役
  - ドキ! もえのパチスロ初体験　徹底攻略 押忍！番長編（2007年3月28日、LPTA-1）
  - ドキッ! もえのガチンコパチスロバトル　完全攻略 秘宝伝編（2007年4月25日、LPTA-2）
  - ドキッ! もえのパチスロバトルロワイヤル　究極攻略　押忍!番長&秘宝伝編全攻略 秘宝伝編（2007年5月30日、LPTA-3）
  - DVD-BOX（2007年11月22日、LPDD-6001）
- ルドイア★星惑三第（バップ）
  - Vol.1（2006年11月22日、VPBF-12696）
  - Vol.2（2007年1月24日、VPBF-12697）
  - Vol.3（2007年1月24日、VPBF-12698）
  - Vol.4（2007年3月21日、VPBF-12699）
  - Vol.5（2007年3月21日、VPBF-12700）
  - Vol.6（2007年4月25日、VPBF-12701）
  - ファイナル（2007年9月27日、VPBF-12807）

### 舞台
- 神保町花月第146回公演「雨プラネット砂ハート」（2010年3月30日 - 4月4日、神保町花月）
- GRIPPERプロデュース「二丁目のグッドバイ」（2010年5月、中野ザ・ポケット） - アン役
- ASSH 第13回公演「世界は僕のCUBEで造られる」（2010年11月17日 - 21日、新宿シアターブラッツ）
- 怪傑パンダース旗揚げ公演「パーフェクト・ヒーロー」（2011年2月、笹塚ファクトリー）
- ASSH 第14回公演「白キ肌ノケモノ」（2011年8月、新宿シアターモリエール）
- ASSH 第16回公演「雷ケ丘に雪が降る」（2012年3月14日 - 18日、シアターグリーンBIG TREE THEATER）
- シアターエアリーリアル朗読劇「赤い天使」（2012年6月20日 - 22日、LIVE GATE TOKYO）
- タンバリンプロデューサーズ×LIVEDOGプロデュース「TOKUGAWA15」（2013年3月20日 - 24日、中野ザ・ポケット）
- ツラヌキ怪賊団「ねぇ、ヒルガオが咲いてるよ。」（2013年10月9日 - 14日、シアターグリーン BIG TREE THEATER）
- ツラヌキ怪賊団「みんなのうた」（2014年9月4日 - 8日、シアターグリーン BIG TREE THEATER）
- 怪傑パンダース 第8回本公演「キミに逢いたくて」（2014年10月13日、新宿村LIVE）※日替わりゲスト
- LIVEDOGプロデュース公演　「ちょいとビターな日曜日」（2015年3月25日 - 29日、笹塚ファクトリー）
- 六三四 第壱回本公演「刀神姫抄」（2015年6月18 - 21日、新宿村LIVE）
- 聖地ポーカーズ「HOLD THEM」（2016年1月27 - 31日、笹塚ファクトリー）
- 第3回 SANETTY Produce「Hands Up」（2016年5月25 - 29日、新宿村LIVE）
- 聖地ポーカーズ「Dice or Scythe」（2016年8月5 - 11日、ラゾーナ川崎 プラザソル）
- 聖地ポーカーズ「HOPELESS」（2019年4月9日、築地本願寺 ブディストホール）※日替わりゲスト

## 作品

### イメージ作品
- Sacrifice（2005年5月26日、発売：日本デジタルコミュニケーションズ、販売：イーネット・フロンティア、DABH-10012）
- 島田真菜美・京本有加／SHIMADA MANAMI & KYOMOTO YUKA（2005年5月28日、発売：i-cf、販売：ビーエムドットスリー、ICFA-5）
- Visual Box Vol.4 ブリーチ・ザ・アイドル（2005年12月21日、発売：日本デジタルコミュニケーションズ、販売：ビーエムドットスリー、BLRV-0004）
- タッチミーアイドル vol.2（2006年2月17日、第一興商、発売：タイムアロー、販売：マーレ、MDQ-002）
- e＊nice girls vol.5 CD+DVD Yuka Kyomoto ver.（2006年2月22日、徳間プロモーション、ENL-0020-02）
- ムシプリンセス（2006年6月30日、リバプール、LPFD-24）
- 少女M（2007年3月23日、リバプール、LPFD-67）
- 秘めごと（2007年8月24日、リバプール、LPFD-82）
- 艶色（2007年11月22日、リバプール、LPFD-92）
- 受動躰（2008年3月22日、晋遊舎、MSD-737、ISBN 978-4-88380-737-6）
- 恋哀想女 -おんがくピーブイ-（2008年4月、シャイニングウィル、SWDV-0002）
- 捕らわれUMA（2008年9月26日、リバプール、LPFD-138）
- 思好錯誤（2008年9月9日、シャイニングウィル、SWDV-001）
- 片鱗（2008年12月19日、リバプール、LPFD-152）
- AGAIN THE MOVIE（2009年2月21日、シャイニングウィル、SWDV-0003）
- サーカスの少女（2009年11月20日、彩文館出版）
- アイドルワン 有罪-GUILTY（2010年2月20日、ラインコミュニケーションズ）
- PRANK（2011年5月20日、イーネット・フロンティア）
- Today（2011年9月25日、エアーコントロール）
- 亜細亜情事（2011年12月14日、ソニー・ミュージックディストリビューション）
- 僕のいもうと（2012年3月23日、竹書房）
- 恋愛衝動（2012年6月20日、ラインコミュニケーションズ）
- 夢でもし逢えたら（2016年3月25日、スパイスビジュアル）
- 雪肌抄（2016年6月20日、ラインコミュニケーションズ）

### CD
- e＊nice girls vol.5 CD+DVD Yuka Kyomoto ver.（2006年2月22日、徳間プロモーション、ENL-0020-02）
  - CD：鈴木ゆき・京本有加・安藤弥生・柚南みゆき・若桜あゆな
    - 2. my truth（京本有加．作曲：佐藤晃．作詞：佐藤晃）

  - DVD：京本有加
- ルドイア☆星惑三第 / ルドイア☆星惑三第（2007年3月21日、バップ、VPCB-81554）
  - 5.金星とポンヌフ（金星りり、作曲：新屋豊、作詞：クリタヤスシ、編曲：新屋豊）
  - 14.惑星モーション2008（太陽系オールスターズ、作曲：新屋豊、作詞：クリタヤスシ、編曲：新屋豊）
- Let's Be Together（2007年12月、作曲：ECOCOLO、作詞：ECOCOLO、GirlsChannel.jp、GIRL-0001）
- 恋哀想女（2008年4月、作詞作曲：Ecocolo、シャイニングウィル、SWCD-0002）
- AGAIN（2009年2月21日、作詞・作曲：Ecocolo、シャイニングウィル、SWCD-004）
- ミニアルバム Marionette（1: Again、2: Let's be Together、3: Step、4: 恋哀想女、 5: コテッ）（2009年8月、シャイニングウィル、SWCD-005）
- ぱすてる c/w TRIANGLE（2013年2月6日、シャイニングウィル、shining KY-01）

### デジタル写真集・デジタルムービー
- キャンギャル DE コスプレ　メイド DE 京本有加　～クビレmaximum!～（デジタルアドベンチャー）
- 京本有加　撮り下ろしグラビア 第1弾（2005年4月15日、@misty）
- 京本有加　撮り下ろしグラビア 第2弾（2005年4月29日、@misty）
- ギリギリ娘コレクション写真集　京本有加　セクシーコスプレ編!!（2005年9月29日、circus）
- ギリギリ娘コレクション写真集　京本有加　ドキドキ水着編!!（2005年10月20日、circus）
- ギリギリ娘コレクションムービー　京本有加　セクシーコスプレ編!!（2005年10月27日、circus）
- ギリギリ娘コレクションムービー　京本有加　ドキドキ水着編!!（2005年10月27日、circus）
- 恋哀想女―another story（2008年12月15日、シャイニングウィル）

## 書籍

### 写真集
- 京本（2007年10月、アスコム、撮影：HIROKAZU） ISBN 978-4-7762-0477-0
- 受動躰（2008年2月、晋遊舎、撮影：西条彰仁） ISBN 978-4883807260
- サーカスの少女（2009年10月、彩文館出版） ISBN 978-4775604403

### 連載
- 月刊まんがライフ（竹書房，雑誌コード 18635）にて、2008年4月号（2008年2月18日発売）から 2011年12月号 (2011年10月17日発売) まで「京本有加画伯のテキトー時代」を連載。